# José Saramago
José de Sousa Saramago ComSE • GColSE • GColCa (Azinhaga, Golegã, 16 de novembro de 1922 – Tías, Lanzarote, 18 de junho de 2010) foi um escritor português. Galardoado com o Nobel de Literatura de 1998. Também ganhou, em 1995, o Prémio Camões, o mais importante prémio literário da língua portuguesa. Saramago foi considerado o responsável pelo efetivo reconhecimento internacional da prosa em língua portuguesa. A 24 de Agosto de 1985 foi agraciado com o grau de Comendador da Ordem Militar de Sant'Iago da Espada e a 3 de Dezembro de 1998 foi elevado a Grande-Colar da mesma Ordem, uma honra geralmente reservada apenas a Chefes de Estado. A título póstumo, em 2021, no âmbito da abertura oficial das comemorações do centenário do seu nascimento, foi condecorado com o grau de Grande-Colar da Ordem de Camões por "serviços únicos prestados à cultura e à língua portuguesas", o primeiro membro titular desta ordem honorífica recém-instituída.
O seu livro Ensaio sobre a Cegueira foi adaptado para o cinema e lançado em 2008, produzido no Japão, Brasil, Uruguai e Canadá, dirigido por Fernando Meirelles (realizador de O Fiel Jardineiro (filme) e Cidade de Deus). Em 2010 o realizador português António Ferreira adapta um conto retirado do livro Objecto Quase, conto esse que viria dar nome ao filme Embargo, uma produção portuguesa em coprodução com o Brasil e Espanha. Também foi adaptado para o cinema o livro O Homem Duplicado, no filme de 2014 dirigido por Denis Villeneuve e estrelado por Jake Gyllenhaal.
O Memorial do Convento foi adaptado numa ópera de Azio Corghi, Blimunda, estreando na Scala de Milão em 1990.
Nasceu na Golegã, Azinhaga, no dia 16 de Novembro, embora o registo oficial apresente o dia 18 como o do seu nascimento. Saramago, conhecido pelo seu ateísmo e iberismo, foi membro do Partido Comunista Português e foi director-adjunto do Diário de Notícias. Juntamente com Luiz Francisco Rebello, Armindo Magalhães, Manuel da Fonseca e Urbano Tavares Rodrigues foi, em 1992, um dos fundadores da Frente Nacional para a Defesa da Cultura (FNDC). Casado, em segundas núpcias, com a espanhola Pilar del Río, Saramago viveu na ilha espanhola de Lanzarote, nas Ilhas Canárias.
A 29 de Junho de 2007 constitui a Fundação José Saramago para a defesa e difusão da Declaração Universal dos Direitos Humanos e dos problemas do meio ambiente. Em 2012 a Fundação José Saramago abre as suas portas ao público na Casa dos Bicos em Lisboa, presidida pela sua esposa Pilar del Río.

## Biografia
José Saramago nasceu na vila de Azinhaga, no concelho da Golegã, oriundo de uma família de agricultores, eram seus pais José de Sousa Saramago (1896–1964), que posteriormente foi polícia, e Maria da Piedade (1898–1982). A sua vida é passada em grande parte na cidade de Lisboa, para onde a família se mudou em 1924, antes mesmo de fazer dois anos de idade, falecendo o irmão Francisco de Sousa (1920–1924), em 22 de dezembro do mesmo ano.
A origem do apelido Saramago remete à alcunha da família, Saramago, que é uma planta herbácea com flor que cresce na região da Golegã. À data do registo de nascimento de José, o conservador erroneamente regista a criança com a alcunha pela qual se conhecia a família e, posteriormente, o pai, José de Sousa, assume também o nome José de Sousa Saramago.
Demonstrava desde cedo interesse pelos estudos e pela cultura, sendo que essa curiosidade perante o Mundo o acompanhou até à morte.
Dificuldades económicas dos seus pais impediram José Saramago de completar os estudos liceais no Liceu Gil Vicente, onde ainda esteve matriculado durante dois anos e que o levaria a frequentar a universidade. Por conseguinte, formou-se na Escola Industrial de Afonso Domingues, onde estudou até 1940, e teve o seu primeiro emprego como serralheiro mecânico.
Fascinado pelos livros, visitava, à noite, com grande frequência, a Biblioteca Municipal Central/Palácio Galveias.

### Percurso profissional e literário
Aos 25 anos, publica o primeiro romance Terra do Pecado (1947), no mesmo ano de nascimento da sua filha, Violante dos Reis Saramago, fruto do primeiro casamento com Ilda Reis, celebrado civilmente em Lisboa a 26 de novembro de 1944, com quem permaneceu até 1970, embora o divórcio só tenha sido decretado por sentença transitada em julgado a 20 de maio de 1974, com efeitos retroativos a 20 de julho de 1970. Nessa época, Saramago era funcionário público.
Viveu, entre 1970 e 1986 com a escritora Isabel da Nóbrega. Em 1988, casar-se-ia com a jornalista e tradutora espanhola Pilar del Río, que conheceu em 1986 e ao lado da qual viveu até à morte. Em 1955 e para aumentar os rendimentos, começou a fazer traduções de Hegel, Tolstói e Baudelaire, entre outros.
Depois de Terra do Pecado, Saramago apresentou ao seu editor o livro Clarabóia que, depois de rejeitado, permaneceu inédito até 2011. Persiste, contudo, nos esforços literários e, 19 anos depois, funcionário, então, da Editorial Estudos Cor, troca a prosa pela poesia, lançando Os Poemas Possíveis. Num espaço de cinco anos, publica, sem alarde, mais dois livros de poesia: Provavelmente Alegria (1970) e O Ano de 1993 (1975). É quando troca também de emprego, abandonando a Estudos Cor para trabalhar no Diário de Notícias (DN) e, depois, no Diário de Lisboa. Em 1975, retorna ao DN como Director-Adjunto, onde permanece por dez meses, até 25 de Novembro do mesmo ano, quando os militares portugueses intervêm na publicação (reagindo ao que consideravam os excessos da Revolução dos Cravos) demitindo vários funcionários e suspendendo o DN. Enquanto Director-Adjunto, foi responsável pelo saneamento de 24 jornalistas deste jornal. Demitido, Saramago resolve dedicar-se apenas à literatura, substituindo de vez o jornalista pelo ficcionista: "[…] Estava à espera de que as pedras do puzzle do destino — supondo-se que haja destino, não creio que haja — se organizassem. É preciso que cada um de nós ponha a sua própria pedra, e a que eu pus foi esta: "Não vou procurar trabalho", disse Saramago em entrevista à revista Playboy, em 1995.

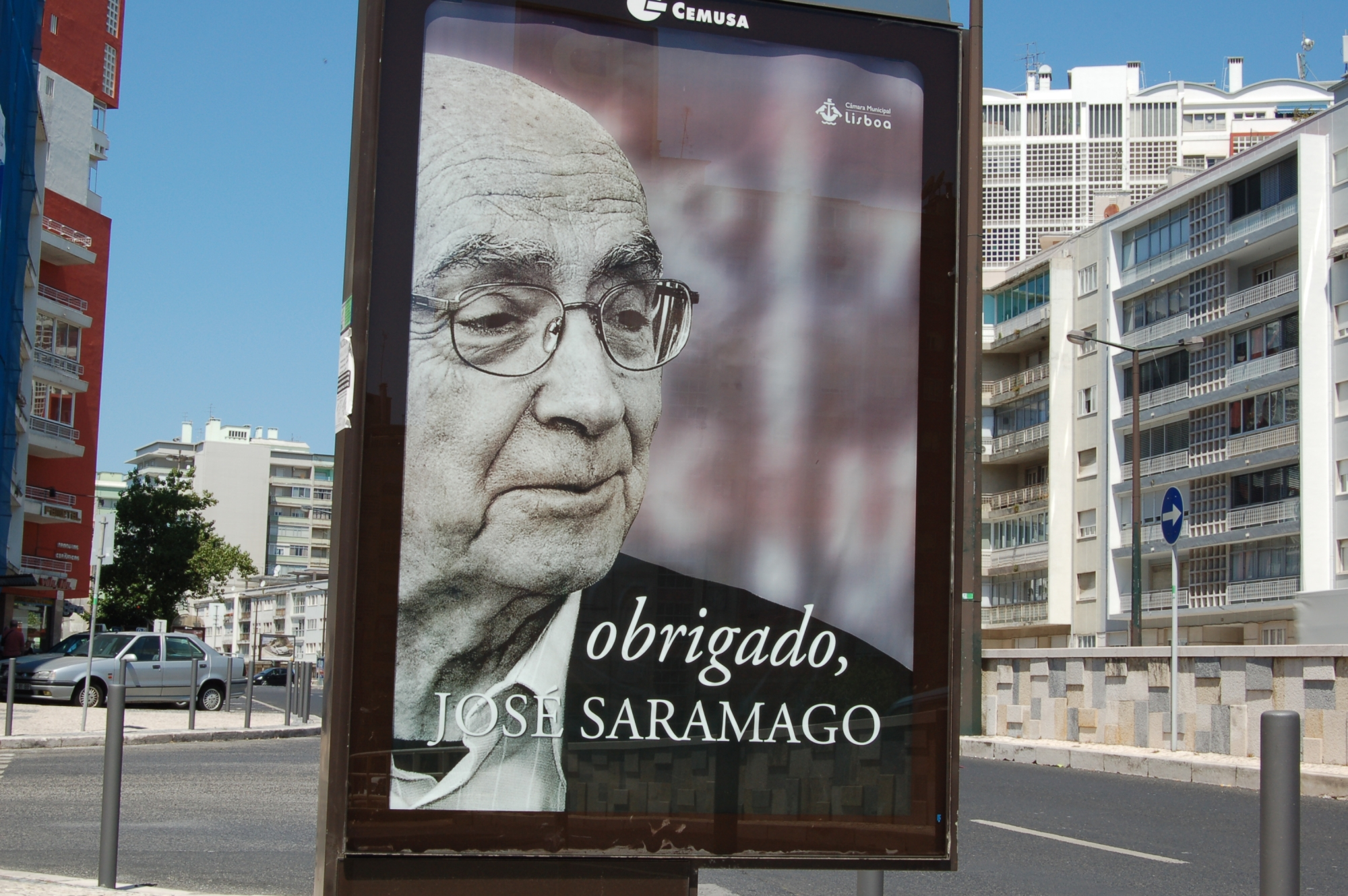
Tributo a José Saramago espalhado pelos outdoors da cidade de Lisboa.

Da experiência vivida nos jornais, restaram quatro crónicas: Deste Mundo e do Outro, 1971, A Bagagem do Viajante, 1973, As Opiniões que o DL Teve, 1974 e Os Apontamentos, 1976. Mas não são as crónicas, nem os contos, nem o teatro os responsáveis por fazer de Saramago um dos autores portugueses de maior destaque — esta missão está reservada aos seus romances, género a que retorna em 1977.
Três décadas depois de publicado Terra do Pecado, Saramago retornou ao mundo da prosa ficcional com Manual de Pintura e Caligrafia. Mas ainda não foi aí que o autor definiu o seu estilo. As marcas características do estilo "saramaguiano" só surgiriam com Levantado do Chão (1980), livro no qual o autor retrata a vida de privações da população pobre do Alentejo.
Dois anos depois de Levantado do Chão, surge o romance Memorial do Convento (1982), livro que conquista definitivamente a atenção de leitores e críticos. Nele, Saramago misturou factos reais com personagens inventados: o rei D. João V e Bartolomeu de Gusmão, com a misteriosa Blimunda e o operário Baltazar, por exemplo. O contraste entre a opulenta aristocracia ociosa e o povo trabalhador e construtor da história servem de metáfora à medida da luta de classes marxista. A crítica brutal a uma Igreja ao serviço dos opressores inicia a exposição de uma tentativa de destruição do fenómeno religioso como devaneio humano construtor de guerras.
De 1980 a 1991, o autor trouxe a lume mais quatro romances que remetem a factos da realidade material, problematizando a interpretação da "história" oficial: O Ano da Morte de Ricardo Reis (1985), sobre as andanças do heterónimo de Fernando Pessoa por Lisboa; A Jangada de Pedra (1986), em que se questiona o papel Ibérico na então CEE através da metáfora da Península Ibérica soltando-se da Europa e encontrando o seu lugar entre a velha Europa e a nova América; História do Cerco de Lisboa (1989), onde um revisor é tentado a introduzir um "não" no texto histórico que corrige, mudando-lhe o sentido; e O Evangelho Segundo Jesus Cristo (1991), onde Saramago reescreve o livro sagrado sob a óptica de um Cristo que não é Deus e se revolta contra o seu destino e onde, a fundo, questiona o lugar de Deus, do cristianismo, do sofrimento e da morte.
Nos anos seguintes, entre 1995 e 2005, Saramago publicou mais seis romances, dando início a uma nova fase em que os enredos não se desenrolam mais em locais ou épocas determinados e personagens dos anais da história se ausentam: Ensaio Sobre a Cegueira (1995); Todos os Nomes (1997); A Caverna (2001); O Homem Duplicado (2002); Ensaio sobre a Lucidez (2004); e As Intermitências da Morte (2005). Nessa fase, Saramago penetrou de maneira mais investigadora os caminhos da sociedade contemporânea, questionando a sociedade capitalista e o papel da existência humana condenada à morte.
A ida para Lanzarote conta mais sobre o escritor do que deixa transparecer a justificativa corrente (a medida censória portuguesa). Com o gesto de afastamento rumo à ilha mais oriental das Canárias, Saramago não apenas protesta ante o cerceamento, como finca raízes num local de geografia inóspita (trata-se de uma ilha vulcânica, com pouca vegetação e nenhuma fonte de água potável). A decisão tem um carácter revelador, tanto mais se se levar em conta que, neste caso, "mais oriental" significa dizer mais próximo de Portugal e do continente europeu.[carece de fontes?]
Mesmo em dias de hegemonia do pensamento pró-mercado, Saramago guardava um olhar abrigado numa ilha europeia mais próxima da África que do velho centro da civilização capitalista. Sempre atento às injustiças da era moderna, vigilante das mais diversas causas sociais, Saramago não se cansava de investir, usando a arma que lhe coube usar, a palavra. "Aqui na Terra a fome continua, / A miséria, o luto, e outra vez a fome.", diz o eu lírico do poema saramaguiano "Fala do Velho do Restelo ao Astronauta" (do livro Os Poemas Possíveis, editado em 1966).[carece de fontes?]

### Morte
Saramago faleceu no dia 18 de junho de 2010, aos 87 anos de idade, na sua casa em Lanzarote onde residia com a esposa Pilar del Rio, vítima de leucemia crónica. O escritor estava doente havia algum tempo e o seu estado de saúde agravou-se na sua última semana de vida. O seu funeral teve honras de Estado, tendo o seu corpo sido cremado no Cemitério do Alto de São João, em Lisboa. As cinzas do escritor foram depositadas aos pés de uma oliveira, em Lisboa em 18 de junho de 2011.

## Obra
“Dificílimo acto é o de escrever, responsabilidade das maiores. […] Basta pensar no extenuante trabalho que será dispor por ordem temporal os acontecimentos, primeiro este, depois aquele, ou, se tal mais convém às necessidades do efeito, o sucesso de hoje posto antes do episódio de ontem, e outras não menos arriscadas acrobacias […]”

— Saramago, A Jangada de Pedra, 1986
José Saramago foi conhecido por utilizar um estilo oral, coevo dos contos de tradição oral populares em que a vivacidade da comunicação é mais importante do que a correcção ortográfica de uma linguagem escrita. Todas as características de uma linguagem oral, predominantemente usada na oratória, na dialéctica, na retórica e que servem sobremaneira o seu estilo interventivo e persuasivo estão presentes. Assim, utiliza frases e períodos compridos, usando a pontuação de uma maneira não convencional; os diálogos das personagens são inseridos nos próprios parágrafos que os antecedem, de forma que não existem travessões nos seus livros. Este tipo de marcação das falas propicia uma forte sensação de fluxo de consciência, a ponto do leitor chegar a confundir se um certo diálogo foi real ou apenas um pensamento. Muitas das suas frases (i.e. orações) ocupam mais de uma página, usando vírgulas onde a maioria dos escritores usaria pontos finais. Da mesma forma, muitos dos seus parágrafos ocupariam capítulos inteiros de outros autores.
Estas características tornam o estilo de Saramago único na literatura contemporânea, sendo considerado por muitos críticos um mestre no tratamento da língua portuguesa. Em 2003, o crítico norte-americano Harold Bloom, no seu livro Genius: A Mosaic of One Hundred Exemplary Creative Minds ("Génio: Um Mosaico de Cem Exemplares Mentes Criativas", tradução livre), considerou José Saramago "o mais talentoso romancista vivo nos dias de hoje", referindo-se a ele como "o Mestre". Declarou ainda que Saramago é "um dos últimos titãs de um género literário que se está a desvanecer".

### Obras publicadas

#### Romances
- Terra do Pecado, 1947
- Manual de Pintura e Caligrafia, 1977
- Levantado do Chão, 1980
- Memorial do Convento, 1982
- O Ano da Morte de Ricardo Reis, 1984
- A Jangada de Pedra, 1986
- História do Cerco de Lisboa, 1989
- O Evangelho Segundo Jesus Cristo, 1991
- Ensaio Sobre a Cegueira, 1995
- Todos os Nomes, 1997
- A Caverna, 2000
- O Homem Duplicado, 2002
- Ensaio Sobre a Lucidez, 2004
- As Intermitências da Morte, 2005
- A Viagem do Elefante, 2008
- Caim, 2009
- Claraboia, 2011
- Alabardas, Alabardas, Espingardas, Espingardas, 2014

#### Crónicas
- Deste Mundo e do Outro, 1971
- A Bagagem do Viajante, 1973
- As Opiniões que o DL Teve, 1974

#### Peças teatrais
- A Noite, 1979
- Que Farei com Este Livro?, 1980
- A Segunda Vida de Francisco de Assis, 1987
- In Nomine Dei, 1993
- Don Giovanni ou O Dissoluto Absolvido, 2005

#### Contos
- Objecto Quase, 1978
- Poética dos Cinco Sentidos - O Ouvido, 1979
- O Conto da Ilha Desconhecida, 1997

#### Poesia
- Os Poemas Possíveis, 1966
- Provavelmente Alegria, 1970
- O Ano de 1993, 1975

#### Diário e Memórias
- Cadernos de Lanzarote (I-V), 1994
- As Pequenas Memórias, 2006
- Último Caderno de Lanzarote, 2018

#### Infantil
- A Maior Flor do Mundo, 2001
- O Silêncio da Água, 2011
- O Lagarto, 2016

#### Viagens
- Viagem a Portugal, 1983

### Outros
- O Caderno: textos escritos para o blog. Setembro 2008- Março 2009, 2009

### Prémios
Entre as premiações destacam-se o Prémio Camões (1995), distinção máxima oferecida aos escritores de língua portuguesa, e o Nobel de Literatura (1998), o primeiro concedido a um escritor de língua portuguesa.

## Política

José Saramago numa iniciativa do PCP

### Militante do Partido Comunista Português
José Saramago aderiu ao Partido Comunista Português em 1969, pertencendo à Organização dos Intelectuais de Lisboa do PCP, e tornando-se após a Revolução dos Cravos membro da então criada Célula dos Escritores do Sector Intelectual de Lisboa. Nas Eleições autárquicas portuguesas de 1989 é candidato pelo Partido Comunista na lista da coligação Por Lisboa, sendo eleito Presidente da Assembleia Municipal de Lisboa. Em todas as Eleições europeias desde 1987, quando Portugal integrou a União Europeia, até 2009, última eleição antes do seu falecimento, José Saramago foi candidato a deputado no Parlamento Europeu pela Coligação Democrática Unitária, ocupando, porém, posições que tornavam virtualmente impossível a sua eleição.

“Marx nunca teve tanta razão como hoje.”

— José Saramago, Público, 15/06/2008
Em 1998, quando aterra em Lisboa regressado da cerimónia de atribuição do Prémio Nobel da Literatura, José Saramago desloca-se diretamente ao Centro de Trabalho Vitória do PCP na Avenida da Liberdade onde é recebido por uma homenagem e simbolicamente segue com a comitiva deste partido para a ação de protesto no Terreiro do Paço contra as medidas laborais anunciadas pelo Governo. Participante regular das jornadas de trabalho de construção da Festa do Avante! todos os verões, viria anos mais tarde neste evento a ser protagonista das homenagens oficiais nos aniversários dos dez e dos vinte anos da atribuição do prémio Nobel à sua obra.

### Polémicas

#### Diretor-Adjunto doDiário de Notícias
Após a Revolução dos Cravos, no dia 25 de abril de 1974, José Saramago ingressa na direcção do Diário de Notícias como adjunto do director Luís de Barros. Desde logo tornou claro que pretendia utilizar o posto concedido como ferramenta política no intuito de tornar Portugal um estado socialista: "O DN vai ser o instrumento, nas mãos do povo português, para a construção do socialismo."[carece de fontes?]
Com a nacionalização do jornal, após o 11 de Março de 1975, o jornal remodelou a sua direcção. Saramago manteve o seu cargo, mas para efeitos práticos, as suas funções assemelhavam-se mais ao cargo de director do que director-adjunto. Entre Abril e Novembro do mesmo ano, redigiu cerca de 95 textos na primeira página sob o título de "Apontamentos", que acabavam por funcionar como editoriais do jornal. Nestes textos era possível denotar fortes críticas a Mário Soares, Freitas do Amaral, entre outros, e rasgados elogios a dirigentes conotados com o ideário comunista dos quais se destacam Vasco Gonçalves.[carece de fontes?]
Estes textos não eram assinados, e por uma só vez surge a assinatura de José Saramago junto com a de Luís de Barros, nas páginas do DN num texto intitulado "Uma Direcção Nova" e publicado a 11 de Abril: "O DN é importante de mais para que os seus trabalhadores aceitem vê-lo transformar-se em feudo de alguém. Esta Casa precisa de todos e será obra de todos". Contrariando estas palavras, 22 jornalistas serão despedidos a 27 de Agosto por delito de opinião, juntando-se-lhes 2 em solidariedade, no chamado "Saneamento dos 24", no contexto do Verão Quente. Explicará o DN "informação revolucionária não se faz com jornalistas contra-revolucionários. Por isso, os que o eram foram afastados", a 4 de Setembro, em prosa não assinada.[carece de fontes?]
Entre os vários textos que escreveu, nunca escondeu que acreditava na instauração de regime socialista recorrendo à força das armas. São dele as afirmações: "Ou esta Revolução se suicida […] ou se recupera pela única via que lhe deixam aqueles que a querem liquidar", "a violência revolucionária é uma legítima defesa quando está em causa a vida e o futuro de um povo inteiro" e "O regresso aos quartéis, que alguns teimam em preconizar, nada resolveria as Forças Armadas, tendo sido MFA no seu sector progressista, não podem recuperar neutralidades utópicas: mais vale, portanto, que, mesmo em conflito, continuem no primeiro plano da acção política. Mas cuidado, o tempo não espera". Estas afirmações consistiam num apelo implícito ao golpe militar, que poderia mergulhar o país na guerra civil como preço a pagar para que continuasse a ser o povo a determinar os destinos do país. De facto, no dia seguinte à publicação destas afirmações, 25 de Novembro de 1975, sectores da esquerda radical levam a cabo uma tentativa de golpe de estado falhada, assinalando também o fim da influência de Saramago no DN.

#### Críticas a Israel e acusações de anti-semitismo
Um caso que tem tido alguma repercussão relacionou-se com a posição crítica do autor em relação à posição de Israel no conflito contra os palestinianos. Por exemplo, a 13 de Outubro de 2003, numa visita a São Paulo, em entrevista ao jornal O Globo, afirmou que os sionistas não merecem a simpatia pelo sofrimento por que passaram durante o Holocausto… Vivendo sob as trevas do Holocausto e esperando ser perdoados por tudo o que fazem em nome do que eles sofreram parece-me ser abusivo. Eles não aprenderam nada com o sofrimento dos seus pais e avós. A Anti-Defamation League (ADL) (Liga Anti-Difamação), um grupo judaico de defesa dos direitos civis, caracterizou estes comentários como sendo anti-semitas. Segundo as palavras de Abraham Foxman, director da ADL, "os comentários de José Saramago são incendiários, profundamente ofensivos e mostram uma ignorância destes assuntos, o que sugere um preconceito contra os judeus".[carece de fontes?]
Em defesa de Saramago, diversos autores afirmam que ele não se insurgiu contra os judeus, mas contra a política de Israel, como, por exemplo, num artigo publicado a 3 de Maio de 2002 no jornal Público, onde, comparando o actual conflito com a cena bíblica de Davi e Golias, o autor diz que Davi, representando Israel, "se tornou num novo Golias" e que aquele "lírico Davi que cantava loas a Betsabé, encarnado agora na figura gargantuesca de um criminoso de guerra chamado Ariel Sharon, lança a "poética" mensagem de que primeiro é necessário esmagar os palestinianos para depois negociar com o que deles restar".[carece de fontes?]

#### Integração de Portugal numa Federação Ibérica
Em entrevista ao jornal Diário de Notícias em 15 de Julho de 2007, Saramago afirmou que a integração entre Espanha e Portugal é uma forte probabilidade e que os portugueses só teriam a ganhar se Portugal fosse integrado na Espanha, país no qual se auto-exilou (na ilha de Lanzarote) e que viu como seu desde a atribuição do Nobel da Literatura.
Sobre as dificuldades e a falta de autonomia de certos povos do Estado de Espanha, em particular na Galiza, Saramago diria a galegos "a culpa talvez seja vossa", apesar de reconhecer que no país vizinho pós-franquista "as autonomias se vão conquistando muito lentamente, e pouco a pouco". Sobre os desafios que Portugal teria numa Federação Ibérica, reconhece também que de Espanha para Portugal há um "sentimento de indiferença", e proclama que a solução de uma "Espanha federativa", seria, paradoxalmente, acabar com a Espanha como "país", dar a cada região autonomia plena, a despeito das realidades históricas que o preveniram até então.

### Acerca do prémio Nobel
Em Setembro de 1997, a agência publicitária sueca, Jerry Bergström AB, de Estocolmo, contratada pelo ICEP (órgão estatal português para a promoção do comércio e turismo nacional), organizou uma visita de José Saramago a Estocolmo, incluindo um seminário na Hedengrens, a principal cadeia de livrarias sueca, um discurso na Universidade de Estocolmo e várias entrevistas a jornais, revistas e rádios suecas. Nesses mesmos dias, a televisão estatal sueca produziu um programa especial dedicado ao escritor.[carece de fontes?]
Em outubro do mesmo ano, a Feira Internacional do Livro de Frankfurt tem neste ano Portugal como país em destaque, estando José Saramago neste local, em 8 de outubro de 1998, quando recebe a informação de ter ganho o prémio, que, em 7 de dezembro de 1998, Saramago recebe em Estocolmo.
Segundo o Diário de Notícias, o director da empresa sueca Jerry Bergström AB afirmou: "Portugal nunca tinha tido um Prémio Nobel da literatura e uma parte da nossa missão consistia em mudar essa situação".[carece de fontes?]
Comentando esta atribuição, Sture Allén, então secretário da Academia Sueca, negou que a decisão tenha sido afectada por "campanhas publicitárias, comentários de académicos ou escritores, ou qualquer outro tipo de pressão".[carece de fontes?]
Contradizendo Allén, Knut Ahnlund e Lars Gyllensten, membros da academia afirmaram que seria ridículo afirmar que os membros da academia sejam "imunes a agências publicitárias". Ahnlund foi crítico da atribuição do prémio Nobel a Saramago, que segundo ele foi o culminar de uma campanha profissional de relações públicas.[carece de fontes?]

### Religião

#### Oposição à Igreja Católica

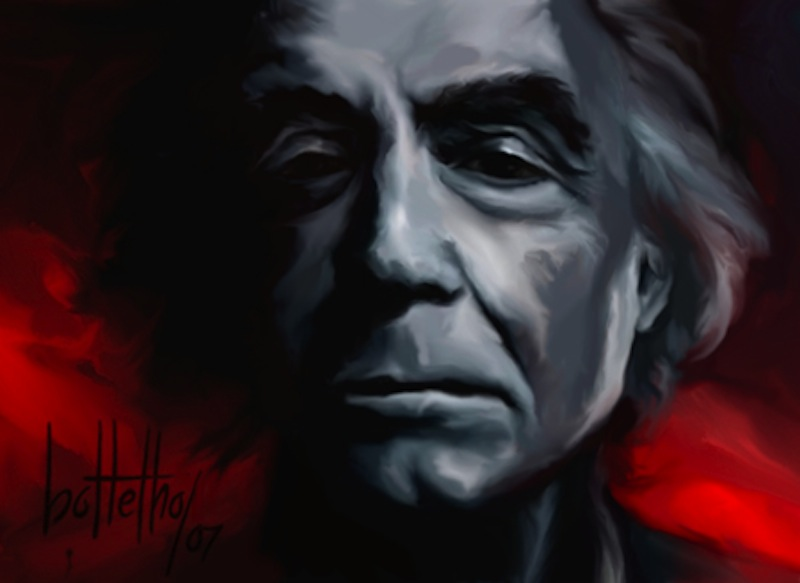
Saramago por Bottelho

Saramago encontrou sempre fortes críticas e oposição na Igreja Católica, facto pelo qual ele se refere a esta como "fascista" com frequência. Alguns protestantes (ou evangélicos) já declararam publicamente apoiar a liberdade de expressão do autor. E essa relação de tensão com a Igreja Católica é agravada devido à origem portuguesa de Saramago, local onde o catolicismo é muito forte e discuti-lo ainda é um tabu.
Devido à sua origem portuguesa e a toda a influência cultural exercida pelo catolicismo em tal contexto, Saramago sente a necessidade de abordar a Bíblia no seu trabalho de escritor — esse texto faz parte do seu património cultural, ao contrário do corão, que Saramago entende não ser a sua tarefa abordá-lo.
A interpretação que Saramago faz da Bíblia é a de que ela é um "manual de maus costumes", cheio de "um catálogo de crueldade e do pior da natureza humana", e que para uma pessoa comum a decifrar, precisaria de ter "um teólogo ao lado". E cita para sustentar isso os episódios de violência relatados na Bíblia, como sacrifício de Isaque, a destruição de Sodoma ou a vida de Jó, por exemplo. Para Saramago, todos eles revelam que "Deus não é de fiar". E Saramago diz, sobre a necessidade ou não da exegese, que tem que "interpretar a letra" do texto — um processo que, na interpretação bíblica, é chamado de literalista. E isso de modo algum impede que outra pessoa tenha a sua interpretação, ou que ele tente impor a sua interpretação como verdade absoluta. Muito pelo contrário, ele até mesmo estimula a leitura bíblica: "Sobre o livro sagrado, eu costumo dizer: lê a Bíblia e perde a fé!", diz Saramago.[carece de fontes?]
Porém, Saramago não deixa de reconhecer que a "Bíblia tem coisas admiráveis do ponto de vista literário" e "muita coisa que vale a pena ler", estando, dentre elas, os salmos, com páginas "belíssimas", o Cântico dos Cânticos, e a parábola do semeador contada por Jesus.
A relação de tensão de Saramago com a Igreja Católica cresceu fortemente após a publicação do livro O Evangelho Segundo Jesus Cristo em 1991, que foi adaptado para o teatro em 2001. O livro foi motivo de fortes críticas por parte de católicos que se consideraram ofendidos pela leitura secular que Saramago faz da personagem Jesus.
A Igreja Católica não gostou da atribuição do Prémio Nobel a Saramago e publicou no diário do Vaticano, L'Osservatore Romano: "Saramago é, ideologicamente, um comunista inveterado".
O lançamento do livro Caim (2009) voltou a suscitar "incompreensões, resistência, ódios velhos", conforme Saramago. "Desperto muitos anticorpos em certas pessoas", acrescenta, acusando várias vezes responsáveis da Igreja Católica (mas não protestantes ou judeus) de terem comentado o livro que ainda não leram — de facto, as pessoas foram instadas a comentar as declarações sobre a Bíblia, feitas por Saramago.
E, realmente, após o lançamento de Caim, várias vozes católicas se insurgiram contra Saramago. Ele foi acusado pelo padre José Tolentino Mendonça, director do Secretariado Nacional da Pastoral da Cultura, de fazer uma leitura "ingénua, ideológica e manipuladora" da Bíblia. O bispo do Porto, D. Manuel Clemente, afirmou que José Saramago "revela uma ingenuidade confrangedora quando faz incursões bíblicas" e, como "exigência intelectual, deveria informar-se antes de escrever". Já o director da Faculdade de Teologia da Universidade Católica de Lisboa, Peter Stilwell, considera que "seria espantoso" que José Saramago encontrasse algo divino na Bíblia e sublinhou que o escritor escolheu o fratricida Caim e não Abel, a vítima.[carece de fontes?]
O teólogo Anselmo Borges inicialmente afirmou que Saramago fez uma leitura "completamente unilateral" da Bíblia, que tem, como qualquer livro, de ser lida como um todo. Mais tarde, tal teólogo declarou ter opinião formada sobre Caim: "Gostei do livro e até digo que é importante." Dá três razões para justificar a sua opinião: a "Bíblia é um livro aberto; há liberdade de interpretação e obriga os crentes a reflectir". Para o biblista Fernando Ventura, José Saramago tinha a exigência intelectual de se informar antes de escrever. O religioso capuchinho referiu que "a Bíblia pode ser lida por alguém que não tem fé, mas supõe alguma honestidade intelectual de quem o lê", e acusou Saramago de "uma falta gigantesca" dessa honestidade.[carece de fontes?]
Sobre tais afirmações, Saramago, com sarcasmo, disse: "Dizem que li a Bíblia com ingenuidade porque é necessário fazer uma interpretação simbólica, ou seja, aquilo que ali está escrito não tem sentido por si. E levou mil anos a ser escrito!". Ainda sobre a alegação de "ingenuidade", respondeu: "Abençoada ingenuidade que me permitiu ler o que lá está e não qualquer operação de prestidigitação, dessas em que a exegese é pródiga, forçando as palavras a dizerem apenas o que interessa à Igreja. Leio e falo sobre o que leio".
É também por esses comentários que Saramago diz que os católicos "não leem a Bíblia".
Devido aos acontecimentos, em uma conversa com o teólogo católico José Tolentino de Mendonça no final de Outubro de 2009, Saramago declarou: "A mim, o que me vale, meu caro Tolentino, é que já não há fogueiras em São Domingos".
O Papa Bento XVI, que em Abril de 2009 já havia afirmado que "os estudiosos católicos não podem interpretar a Bíblia de uma maneira independente, nem de um ponto de vista científico ou individual", após o episódio ocorrido no lançamento de Caim voltou a afirmar publicamente que apenas a Igreja Católica pode interpretar a Bíblia.
Dias após a morte de Saramago, o jornal oficial do Vaticano chamou o escritor de "populista extremista" e "ideólogo anti-religioso".

#### Críticas ao Papa Bento XVI
Na sua passagem por Roma em 14 de Outubro de 2009, Saramago chamou Joseph Aloisius Ratzinger, o Papa Bento XVI, de "cínico", dizendo que a "insolência reaccionária" da Igreja Católica precisa ser combatida com a "insolência da inteligência viva".
Dentre as suas principais declarações, estavam a de que Ratzinger tenha a coragem de invocar Deus para "reforçar o seu neomedievalismo universal, um Deus que ele jamais viu, com o qual nunca se sentou para tomar um café, mostra apenas o absoluto cinismo intelectual" dele. Não podemos permitir que a verdade seja ofendida todos os dias por supostos representantes de Deus na Terra, os quais, na verdade, só têm interesse no poder".

#### Críticas de católicos a Saramago
Após ter enfrentado fortes críticas com o lançamento do livro O Evangelho Segundo Jesus Cristo em 1991, mudou-se de Portugal para a Espanha. Pouco depois, o lançamento de Caim em 2009 voltou a render-lhe mais críticas.
O eurodeputado Mario David, falando em nome pessoal e assumindo-se católico não-praticante, disse ter vergonha de ser compatriota do escritor, e escreveu no seu blogue da Internet, tendo-o repetido depois aos meios de comunicação, que Saramago devia renunciar à nacionalidade portuguesa. Apesar de tais declarações, o escritor esclareceu que jamais pensou em abandonar a cidadania portuguesa.
Em defesa de Saramago, a eurodeputada socialista Edite Estrela declarou que tais palavras de Mario David são inquisitórias.
Já Sousa Lara, sub-secretário de Estado adjunto da Cultura de Portugal em 1991, que então vetou o livro O Evangelho segundo Jesus Cristo de uma lista de romances portugueses candidatos a um prémio literário europeu, em Outubro de 2009 comparou Saramago com Berlusconi (isto embora Berlusconi seja um político direitista italiano conhecido por sua fé católica que até já foi responsável pela publicação de um livro de Saramago em Itália por ser uma obra "anticatólica", sendo que Saramago considerava que "O Estado de Berlusconi" era "católico e reaccionário"), sugerindo que ele deveria receber uma "punição" (não apenas divina) pelo que foi escrito em Caim, declarando o que segue:
"Este senhor atingiu, não se percebe muito bem porquê, um patamar de impunidade que a humanidade concede, tipo Berlusconi. Há umas pessoas que podem dizer tudo, que podem fazer as coisas mais absurdas e as pessoas habituam-se a isso e não levam a mal. Só tenho pena que não enxovalhe, da mesma forma que enxovalhe o património católico, por exemplo os muçulmanos, porque esses não perdoam e vergam-lhes pela pele. Aí é mais difícil insistir muito numa gracinha reiterada contra a religião muçulmana. Calculo que depois não lhe corra bem o futuro depois".
O poeta Manuel Alegre, sobre tais acontecimentos, declarou: "Isto é uma história portuguesa cheia de preconceitos e fantasmas. Em primeiro lugar é preciso ler o livro de José Saramago. Ele é um grande escritor, mas parece que não se perdoa a Saramago, ser um grande escritor da língua portuguesa, ser um Prémio Nobel e não ser um homem religioso". "Ele escreveu um livro, mas não vejo ninguém discutir o livro. Só vejo discutir as opiniões que com todo o direito ele expressou sobre a Bíblia". Conforme questiona Alegre, "As pessoas podem não estar de acordo com aquilo que ele diz, mas como é que se pode pôr em causa a seriedade de um homem que diz aquilo que pensa". Ele considera tais acontecimentos como "um preconceito" e "resquícios de dogmatismo". "Não lhe podem negar o direito de escrever um livro e também não se pode crucificar o Saramago por exprimir as suas opiniões e menos ainda por ser um grande escritor, e menos ainda por ser um Prémio Nobel". Finalizando, disse que "ao Saramago não se perdoa ser um português que se atreveu a ganhar o Prémio Nobel da Literatura e que diz que não acredita em Deus".
Devido ao ocorrido, Saramago chegou até mesmo a propor dois novos direitos à Declaração Universal dos Direitos Humanos: o direito à dissidência e à heresia.